# L'isola della fata
L'isola della fata è un racconto breve scritto da Edgar Allan Poe nel 1841, pubblicato nella raccolta Racconti dell'impossibile o Racconti fantastici.

## Trama
L'autore si cimenta in una discussione filosofica, sulla superiorità di Dio e della Natura nei confronti dell'uomo. Il narratore poi racconta di essersi trovato a vagabondare in una lontana regione montuosa dove, seduto sotto un albero, aveva cominciato ad osservare il paesaggio. La valle era attraversata da un piccolo fiume, che ad un tratto deviava il suo corso formando un'isola circolare. Su un lato dell'isolotto cresceva una vegetazione rigogliosa, mentre l'altra parte era cupa, avvolta da alberi spettrali, che riflettano sull'acqua un'ombra nera. Il narratore scorse una barchetta sospinta da una fata, che faceva il giro dell'isola. Ad ogni giro compiuto, attraversando l'ombra tetra, la fata sembra perdere bellezza e vitalità. Dopo diversi passaggi, al calar del sole, la fata viene definitivamente avvolta nell'oscurità, scomparendo.